# Раимкулов, Болатбек Бауыржанулы
Болатбек Бауыржанулы Раимкулов (род. 12 октября 1993) — казахстанский самбист, чемпион Казахстана по самбо, чемпион и призёр чемпионатов Азии по самбо, призёр чемпионатов и Кубков мира по самбо, призёр чемпионата мира по боевому самбо, победитель и призёр международных турниров. Выступает в наилегчайшей весовой категории (до 52 кг). В 2011 году стал чемпионом мира среди юношей, а на следующий год — серебряным призёром первенства мира среди юниоров. В 2014—2015 годах становился чемпионом Азии, а в 2016 году завоевал бронзу континентального чемпионата. Проживает в Уральске.

## Спортивные результаты
- Чемпионат Казахстана по самбо 2021 года — ;